# On A Wire
On A Wire es un álbum lanzado por la banda The Get Up Kids, en 2002. El álbum fue producido por Scott Litt y el diseño de la portada del disco fue hecha por Travis Millard, que también diseñó la carátula en su álbum Something To Write Home About. En cuanto al estilo, hay un cambio en la dirección, dejando de lado las canciones rápidas o pop punk de los discos anteriores en favor de un estilo más personal y lento.

## Lista de canciones
1. "Overdue" - 2:59
2. "Stay Gone" - 3:04
3. "Let the Reigns Go Loose" - 3:42
4. "Fall From Grace" - 3:38
5. "Grunge Pig" - 4:08
6. "High as the Moon" - 3:26
7. "All That I Know" - 3:21
8. "Walking on a Wire" - 5:16
9. "Wish You Were Here" - 3:31
10. "Campfire Kansas" - 3:03
11. "The Worst Idea" - 3:24
12. "Hannah Hold On" - 3:47

## Personal
- Scott Litt - Productor, mezclador, grabador.
- Peter Kastis - Ingeniero, mezclador adicional.
- Jamie Duncan - Mezclador asistente.
- Stephen Marcusson - Masterizador.
- Dale Lawton - Asistente.
- James Dewees - Teclado, keyboards, voz.
- Matt Pryor - Guitarra, voz.
- Ryan Pope - Batería.
- Jim Suptic - Guitarra, voz.
- Robert Pope - Bajo.

## Trivia
- Todas las canciones fueron grabadas en Tarquin Studios (Bridgeport, Connecticut, Estados Unidos), excepto "Campfire Kansas", que fue grabada en Z'gwonth Studios en Lawrence (Kansas).
- El álbum fue relanzado en dos versiones, un vinilo negro y en una edición limitada con dibujos en el disco.